# Lista amerykańskich senatorów ze stanu Dakota Północna
Lista amerykańskich senatorów ze stanu Dakota Północna – senatorzy wybrani ze stanu Dakota Północna.
Stan Dakota Północna został włączony do Unii 2 listopada 1889 roku. Posiada prawo do mandatów senatorskich 1. i 3. klasy. Do 8 kwietnia 1913 roku (ratyfikowania 17. poprawki do Konstytucji) senatorowie byli wybierani przez stanowy parlament. Od tego czasu wybierani są w wyborach powszechnych.

## 1. klasa
| Lp.   | Imię i nazwisko           | Imię i nazwisko | Od                | Do                | Partia               | Kadencja                                                   | Uwagi                                                                            |
| ----- | ------------------------- | --------------- | ----------------- | ----------------- | -------------------- | ---------------------------------------------------------- | -------------------------------------------------------------------------------- |
| 1     | Lyman R. Casey            |                 | 25 listopada 1889 | 4 marca 1893      | Partia Republikańska | 1                                                          | Wybrany w 1889 Przegrał wybory w 1893                                            |
| 2     | William N. Roach          |                 | 4 marca 1893      | 4 marca 1899      | Partia Demokratyczna | 2                                                          | Wybrany w 1893 Przegrał wybory w 1899                                            |
| 3     | Porter J. McCumber        |                 | 4 marca 1899      | 4 marca 1923      | Partia Republikańska | 3                                                          | Wybrany w 1899                                                                   |
| 3     | Porter J. McCumber        | 4               | 4 marca 1899      | 4 marca 1923      | Partia Republikańska | Reelekcja w 1905                                           |                                                                                  |
| 3     | Porter J. McCumber        | 5               | 4 marca 1899      | 4 marca 1923      | Partia Republikańska | Reelekcja w 1911                                           |                                                                                  |
| 3     | Porter J. McCumber        | 6               | 4 marca 1899      | 4 marca 1923      | Partia Republikańska | Reelekcja w 1916 Przegrał prawybory w 1922                 |                                                                                  |
| 4     | Lynn Frazier              |                 | 4 marca 1923      | 3 stycznia 1941   | Partia Republikańska | 7                                                          | Wybrany w 1922                                                                   |
| 4     | Lynn Frazier              | 8               | 4 marca 1923      | 3 stycznia 1941   | Partia Republikańska | Reelekcja w 1928                                           |                                                                                  |
| 4     | Lynn Frazier              | 9               | 4 marca 1923      | 3 stycznia 1941   | Partia Republikańska | Reelekcja w 1934 Przegrał prawybory w 1940                 |                                                                                  |
| 5     | William Langer            |                 | 3 stycznia 1941   | 8 listopada 1959  | Partia Republikańska | 10                                                         | Wybrany w 1940                                                                   |
| 5     | William Langer            | 11              | 3 stycznia 1941   | 8 listopada 1959  | Partia Republikańska | Reelekcja w 1946                                           |                                                                                  |
| 5     | William Langer            | 12              | 3 stycznia 1941   | 8 listopada 1959  | Partia Republikańska | Reelekcja w 1952                                           |                                                                                  |
| 5     | William Langer            | 13              | 3 stycznia 1941   | 8 listopada 1959  | Partia Republikańska | Reelekcja w 1958 Zmarł w trakcie sprawowania urzędu w 1959 |                                                                                  |
| Wakat | Wakat                     | Wakat           | 8 listopada 1959  | 19 listopada 1959 |                      | 13                                                         |                                                                                  |
| 6     | Clarence Norman Brunsdale |                 | 19 listopada 1959 | 7 sierpnia 1960   | Partia Republikańska | 13                                                         | Mianowany do kontynuowania kadencji w 1959 Zrezygnował po wyborze następcy       |
| 7     | Quentin Burdick           |                 | 8 sierpnia 1960   | 8 września 1992   | Partia Demokratyczna | 13                                                         | Wybrany do dokończenia kadencji w wyborach specjalnych w 1960                    |
| 7     | Quentin Burdick           | 14              | 8 sierpnia 1960   | 8 września 1992   | Partia Demokratyczna | Reelekcja w 1964                                           |                                                                                  |
| 7     | Quentin Burdick           | 15              | 8 sierpnia 1960   | 8 września 1992   | Partia Demokratyczna | Reelekcja w 1970                                           |                                                                                  |
| 7     | Quentin Burdick           | 16              | 8 sierpnia 1960   | 8 września 1992   | Partia Demokratyczna | Reelekcja w 1976                                           |                                                                                  |
| 7     | Quentin Burdick           | 17              | 8 sierpnia 1960   | 8 września 1992   | Partia Demokratyczna | Reelekcja w 1982                                           |                                                                                  |
| 7     | Quentin Burdick           | 18              | 8 sierpnia 1960   | 8 września 1992   | Partia Demokratyczna | Reelekcja w 1988 Zmarł w trakcie sprawowania urzędu w 1992 |                                                                                  |
| Wakat | Wakat                     | Wakat           | 8 września 1992   | 16 września 1992  |                      | 18                                                         |                                                                                  |
| 8     | Jocelyn Burdick           |                 | 16 września 1992  | 14 grudnia 1992   | Partia Demokratyczna | 18                                                         | Mianowana do kontynuowania kadencji męża w 1992 Zrezygnowała po wyborze następcy |
| 9     | Kent Conrad               |                 | 14 grudnia 1992   | 3 stycznia 2013   | Partia Demokratyczna | 18                                                         | Wybrany do dokończenia kadencji w wyborach specjalnych w 1992                    |
| 9     | Kent Conrad               | 19              | 14 grudnia 1992   | 3 stycznia 2013   | Partia Demokratyczna | Reelekcja w 1994                                           |                                                                                  |
| 9     | Kent Conrad               | 20              | 14 grudnia 1992   | 3 stycznia 2013   | Partia Demokratyczna | Reelekcja w 2000                                           |                                                                                  |
| 9     | Kent Conrad               | 21              | 14 grudnia 1992   | 3 stycznia 2013   | Partia Demokratyczna | Reelekcja w 2006 Nie starał się o reelekcję w 2012         |                                                                                  |
| 10    | Heidi Heitkamp            |                 | 3 stycznia 2013   | 3 stycznia 2019   | Partia Demokratyczna | 22                                                         | Wybrana w 2012 Przegrała wybory w 2018                                           |
| 11    | Kevin Cramer              |                 | 3 stycznia 2019   | nadal             | Partia Republikańska | 23                                                         | Wybrany w 2018                                                                   |

## 3. klasa
| Lp.   | Imię i nazwisko      | Imię i nazwisko | Od                   | Do                   | Partia               | Kadencja                                                             | Uwagi |
| ----- | -------------------- | --------------- | -------------------- | -------------------- | -------------------- | -------------------------------------------------------------------- | --- |
| 1     | Gilbert A. Pierce    |                 | 21 listopada 1889    | 4 marca 1891         | Partia Republikańska | 1                                                                    | Wybrany w 1889 Przegrał wybory w 1891                                                                                  |
| 2     | Henry C. Hansbrough  |                 | 4 marca 1891         | 4 marca 1909         | Partia Republikańska | 2                                                                    | Wybrany w 1891 |
| 2     | Henry C. Hansbrough  | 3               | 4 marca 1891         | 4 marca 1909         | Partia Republikańska | Reelekcja w 1897                                                     | |
| 2     | Henry C. Hansbrough  | 4               | 4 marca 1891         | 4 marca 1909         | Partia Republikańska | Reelekcja w 1903 Przegrał wybory w 1908                              | |
| 3     | Martin N. Johnson    |                 | 4 marca 1909         | 21 października 1909 | Partia Republikańska | 5                                                                    | Wybrany w 1908 Zmarł w trakcie sprawowania urzędu w 1909                                                               |
| Wakat | Wakat                | Wakat           | 21 października 1909 | 10 listopada 1909    |                      | 5                                                                    | |
| 4     | Fountain L. Thompson |                 | 10 listopada 1909    | 1 lutego 1910        | Partia Demokratyczna | 5                                                                    | Mianowany do kontynuowania kadencji w 1909 Zrezygnował w 1910                                                          |
| 5     | William E. Purcell   |                 | 1 lutego 1910        | 2 lutego 1911        | Partia Demokratyczna | 5                                                                    | Mianowany do kontynuowania kadencji w 1910 Przegrał wybory specjalne w 1910                                            |
| 6     | Asle Gronna          |                 | 2 lutego 1911        | 4 marca 1921         | Partia Republikańska | 5                                                                    | Wybrany do dokończenia kadencji w wyborach specjalnych w 1910                                                          |
| 6     | Asle Gronna          | 6               | 2 lutego 1911        | 4 marca 1921         | Partia Republikańska | Wybrany na pełną, 6-letnią kadencję w 1914 Przegrał prawybory w 1920 | |
| 7     | Edwin F. Ladd        |                 | 4 marca 1921         | 22 czerwca 1925      | Partia Republikańska | 7                                                                    | Wybrany w 1920 Zmarł w trakcie sprawowania urzędu w 1925                                                               |
| Wakat | Wakat                | Wakat           | 22 czerwca 1925      | 14 listopada 1925    |                      | 7                                                                    | |
| 8     | Gerald Nye           |                 | 14 listopada 1925    | 3 stycznia 1945      | Partia Republikańska | 7                                                                    | Mianowany do kontynuowania kadencji w 1925 Wybrany do dokończenia kadencji w wyborach specjalnych w 1926               |
| 8     | Gerald Nye           | 8               | 14 listopada 1925    | 3 stycznia 1945      | Partia Republikańska | Wybrany na pełną, 6-letnią kadencję w 1926                           | |
| 8     | Gerald Nye           | 9               | 14 listopada 1925    | 3 stycznia 1945      | Partia Republikańska | Reelekcja w 1932                                                     | |
| 8     | Gerald Nye           | 10              | 14 listopada 1925    | 3 stycznia 1945      | Partia Republikańska | Reelekcja w 1938 Przegrał wybory w 1944                              | |
| 9     | John Moses           |                 | 3 stycznia 1945      | 3 marca 1945         | Partia Demokratyczna | 11                                                                   | Wybrany w 1944 Zmarł w trakcie sprawowania urzędu w 1945                                                               |
| Wakat | Wakat                | Wakat           | 3 marca 1945         | 12 marca 1945        |                      | 11                                                                   | |
| 10    | Milton R. Young      |                 | 12 marca 1945        | 3 stycznia 1981      | Partia Republikańska | 11                                                                   | Mianowany do kontynuowania kadencji w 1945 Wybrany do dokończenia kadencji w wyborach specjalnych w 1946               |
| 10    | Milton R. Young      | 12              | 12 marca 1945        | 3 stycznia 1981      | Partia Republikańska | Reelekcja w 1950                                                     | |
| 10    | Milton R. Young      | 13              | 12 marca 1945        | 3 stycznia 1981      | Partia Republikańska | Reelekcja w 1956                                                     | |
| 10    | Milton R. Young      | 14              | 12 marca 1945        | 3 stycznia 1981      | Partia Republikańska | Reelekcja w 1962                                                     | |
| 10    | Milton R. Young      | 15              | 12 marca 1945        | 3 stycznia 1981      | Partia Republikańska | Reelekcja w 1968                                                     | |
| 10    | Milton R. Young      | 16              | 12 marca 1945        | 3 stycznia 1981      | Partia Republikańska | Reelekcja w 1974 Nie starał się o reelekcję w 1980                   | |
| 11    | Mark Andrews         |                 | 3 stycznia 1981      | 3 stycznia 1987      | Partia Republikańska | 17                                                                   | Wybrany w 1980 Przegrał wybory w 1986                                                                                  |
| 12    | Kent Conrad          |                 | 3 stycznia 1987      | 14 grudnia 1992      | Partia Demokratyczna | 18                                                                   | Wybrany w 1986 Nie starał się o reelekcję w 1992 Zrezygnował przed końcem kadencji, by objąć funkcję senatora 1. klasy |
| 13    | Byron Dorgan         |                 | 14 grudnia 1992      | 3 stycznia 2011      | Partia Demokratyczna | 18                                                                   | Mianowany do dokończenia kadencji, będąc już wcześniej wybrany na pełną, 6-letnią kadencję                             |
| 13    | Byron Dorgan         | 19              | 14 grudnia 1992      | 3 stycznia 2011      | Partia Demokratyczna | Wybrany w 1992                                                       | |
| 13    | Byron Dorgan         | 20              | 14 grudnia 1992      | 3 stycznia 2011      | Partia Demokratyczna | Reelekcja w 1998                                                     | |
| 13    | Byron Dorgan         | 21              | 14 grudnia 1992      | 3 stycznia 2011      | Partia Demokratyczna | Reelekcja w 2004 Nie starał się o reelekcję w 2010                   | |
| 14    | John Hoeven          |                 | 3 stycznia 2011      | nadal                | Partia Republikańska | 22                                                                   | Wybrany w 2010 |
| 14    | John Hoeven          | 23              | 3 stycznia 2011      | nadal                | Partia Republikańska | Reelekcja w 2016                                                     | |
| 14    | John Hoeven          | 24              | 3 stycznia 2011      | nadal                | Partia Republikańska | Reelekcja w 2022                                                     | |